# Jack Higgins
Henry "Harry" Patterson, främst känd under pseudonymen Jack Higgins, född 27 juli 1929 i Newcastle-upon-Tyne, död 9 april 2022 på Jersey, var en brittisk författare. Han växte upp i Belfast i Nordirland. Andra pseudonymer han använde var Hugh Marlowe och James Graham. Han skrev sammanlagt drygt 60 romaner. Den mest kända är genombrottsromanen Örnen har landat, som även har filmatiserats.

### Serier

#### Paul Chavasse
- The Testament of Caspar Schultz/The Bormann Testament
- Year of the Tiger, 1963
- The Keys of Hell, 1965 (Svarta madonnan)
- Midnight Never Comes, 1966 (Punkt noll)
- Dark Side of the Street, 1967 (Dödens agent)
- A Fine Night for Dying, 1969

#### Simon Vaughn
- The Savage Day, 1972 (Explosivt byte)
- Day of Judgement, 1979 (Domens dag)

#### Nick Miller
- The Graveyard Shift, 1965 (Hämndens natt)
- Brought in Dead, 1967
- Hell Is Always Today, 1968

#### Liam Devlin
- The Eagle Has Landed, 1975 (Örnen har landat)
- Touch the Devil, 1982 (Djävulens män)
- Confessional, 1985 (Biktfadern)
- The Eagle Has Flown, 1985 (Örnens flykt)

#### Dougal Munro och Jack Carter
- Night of the Fox, 1986 (Rävens natt)
- Cold Harbour, 1989 (Farornas hamn)
- Flight of Eagles, 1998

#### Sean Dillon
- Eye of the Storm/Midnight Man, 1992 (Stormens öga)
- Thunderpoint, 1993 (Dödligt hot)
- On Dangerous Ground, 1994 (På farlig mark)
- Angel of Death, 1995 (Dödsängeln)
- Drink with the Devil, 1996 (Farligt guld)
- The President's Daughter, 1997
- The White House Connection, 1998
- Day of Reckoning, 2000
- Edge of Danger, 2001
- Midnight Runner, 2002
- Bad Company, 2003
- Dark Justice, 2004
- Without Mercy, 2005
- The Killing Ground, 2008
- Rough Justice, 2008
- Darker Place, 2009

#### Rich and Jade (skrivna medJustin Richards)
- Sure Fire, 2006
- Death Run, 2007
- Sharp Shot, 2009

### Fristående romaner
- Sad Wind from the Sea, 1959 (Guld till döds)
- Cry of the Hunter, 1960 (Kosta vad det vill)
- The Thousand Faces of Night, 1961 (Utan återvändo)
- Comes the Dark Stranger, 1962 (Din stund är kommen)
- Hell Is Too Crowded, 1962 (Utsedd att dö)
- The Dark Side of the Island, 1963 (Sälja sig dyrt)
- Pay the Devil, 1963
- Seven Pillars to Hell/Sheba, 1963
- Thunder At Noon/Dillinger, 1964 (Dillinger)
- Passage By Night, 1964 (Våldets lag)
- Wrath of the Lion, 1964
- A Phoenix in the Blood, 1964
- A Candle for the Dead/The Violent Enemy, 1966
- The Iron Tiger, 1966